# Hervé Desinge
 (octobre 2011).
Si vous disposez d'ouvrages ou d'articles de référence ou si vous connaissez des sites web de qualité traitant du thème abordé ici, merci de compléter l'article en donnant les références utiles à sa vérifiabilité et en les liant à la section « Notes et références ».
Hervé Desinge, né le 23 novembre 1956 à Villeneuve-Saint-Georges est éditeur et directeur de magazines.

## Carrière
Hervé Desinge lance en 1973, Gandahar, un magazine de science-fiction, suivi en 1975 de Chroniques Terriennes, avec la collaboration de John Brunner, Brian Aldiss et Jean-Pierre Andrevon.
De 1975 à 1983, en marge d’une activité de directeur artistique dans la publicité, il collabore comme chroniqueur musical à Libération, à Go !, réalise le magazine GIG pour le groupe Ayache et de nombreux livres pour les éditions Parallèles et Alternatives.
En 1983, il rentre chez Albin Michel.
En 1985, Hervé Desinge devient directeur d’Albin Michel Bandes Dessinées, puis en 1988 reprend en parallèle la rédaction de l’Écho des Savanes (groupe Filipacchi) auxquels s’ajouteront la direction éditoriale de Canal+ éditions et la direction de l'hebdomadaire 7 à Paris (groupe Hachette-Filipacchi).
En 2007 il quitte ses fonctions pour monter son propre label avec Hugues de Saint Vincent, Desinge&Hugo&Cie, consacré à l’édition d’albums, de beaux livres et de bandes dessinées. Il est aussi éditeur aux éditions Hoëbeke (La mondaine de Véronique Willemin ou Le Rock Français de Philippe Manœuvre).
Hervé Desinge a édité plus de 1000 livres, dont Les Sales Blagues de Vuillemin, L'Enquête corse de Pétillon, Le Déclic de Manara, RanXerox de Liberatore, Les Nuls, Les Guignols de l’info, Wolinski, Reiser, Cabu, Margerin, Martin Veyron, Druillet, Bernard Werber et bien d’autres…
En 2008, il fait une apparition au cinéma dans le film Louise Michel de Benoît Delépine et Gustave Kervern.